# Sojuz TMA-16
Sojuz TMA-16 – misja Sojuza TMA, który wyniósł na Międzynarodową Stację Kosmiczną (ISS) 21. stałą załogę stacji. Start nastąpił 30 września 2009 roku z kosmodromu Bajkonur. Kapsuła załogowa wylądowała na stepie w Kazachstanie w mieście Arkałyk 18 marca 2010 roku. Z Międzynarodowej Stacji Kosmicznej powróciło dwóch członków Załogi 22, Jeff Williams i Maksim Surajew.

## Załoga
- Maksim Surajew (1), dowódca  (Rosja)
- Jeffrey Williams (3), inżynier pokładowy 1 (USA)
- Guy Laliberté (1), uczestnik lotu (turysta) (Kanada)

### Załoga rezerwowa
- Aleksandr A. Skworcow (1) – Rosja
- Shannon Walker (1) – USA
- Barbara M. Barrett (3) – USA